# Коронованные иконы
Коронованные иконы — иконы в Римско-Католической Церкви, отмеченные особым актом коронации как почитаемые, Чудотворные иконы Богородицы. 
Литургический акт коронования осуществляет Папа или делегированный епископ. Освященные короны называются папскими или римскими. В отдельных случаях возможны коронации по епископскому праву.

## История
В 732 году Папа Григорий III (731—741) короновал золотыми коронами с бриллиантами икону Богородицы для оратории собора св. Петра.
В 843 году Папа Григорий IV (827—844) даровал две серебряные короны иконе Божьей Матери для церкви свв. Калиста и Корнелия. Позже были отмечены отдельные случаи коронование икон в Риме, но они носили спорадический, несистемный характер.
В 1630 году граф Александр Сфорца Паллавичини (†1639), декан Ватиканского капитула, основал специальный фонд для изготовления драгоценных корон.
Папа Урбан VIII (1623—1644) поручил капитуле рассматривать представления и предоставлять разрешение на коронации чудотворных икон и статуй Христа и Богородицы. Первое коронование по новым правилам состоялось 25 августа 1631 года. За его жизнь в Риме состоялось тринадцать коронований. Впоследствии такие торжества начали проводить в других местах.

## Украинские коронованные иконы Богородицы
- Икона Матери Божьей Теребовлянской или Матери Божьей Милостивой Защиты — одигитрия, одна из старейших «плачущих икон» Украины, первые письменные упоминания датируются XVII веком. Происходит из Подгорянского монастыря вблизи Теребовле. Хранится в архикафедралном соборе Святого Юра во Львове. 25 июня 2001 года икону короновал Папа Иоанн Павел II во время официального визита во Львов[2]

- Самборская икона Божьей Матери или Мать Русского края — чудотворная коронованная икона Богородицы, одигитрия, находится в церкви Рождества Пречистой Девы Марии в г. Самборе, была нарисована масляными красками на кипарисовой доске толщиной в полтора сантиметра, имеет вверху надпись латинскими буквами лат. "Mater Deo"«Mater Deo» (укр. Мати БожаМати Божа). Как гласят предания, Самборскую икону Богородицы нарисовал на доске из кипарисового дерева сам евангелист Лука. Ее привезли в Самбор два греческих купца в начале XVII века. Исследователи причисляют ее к числу древнейших украинских икон, созданных в XII—XIII вв. В 1928 году Папа Римский Пий XI короновал икону Папской короной. Акт коронации совершил владыка Иосафат Коциловский в праздник Успения Пресвятой Богородицы 28 августа 1928 года. Всего в коронационных обходах и богослужениях приняло участие 212 духовных лиц, в том числе 28 польских священников и более 50 тысяч верующих двух обрядов[3].

- Богородчанская икона Божией Матери (1691) в Польше известна как пол. Ikona MB KorbielowskiejIkona MB Korbielowskiej (Икона Матери Божьей Корбелёвской) — чудотворная коронованная икона Богородицы, одигитрия, находится в костеле Пресвятой Богородицы Королевы Ангелов (пол. Kościół NMP Królowej AniołówKościół NMP Królowej Aniołów), Кобелёв (Польша), копия — в церкви св. Иоанна Богослова (Богородчаны)[4][5].

- Икона Матери Божьей Бердичевской (IV век) — чудотворная икона Божией Матери, одигитрия, главная католическая святыня Украины, а также главная святыня Полесья. Коронована 28 января 1753 года Папой Бенедиктом XIV. Оригинал не сохранился. Копия написана краковской художницей — реставратором полотен Боженой Муси-Совинськой в 1990 году, коронована в июле 1998 года Папой Иоанном-Павлом II . Находится в главном алтаре костела Непорочного Зачатия Пресвятой Девы Марии в Бердичеве. Почитается одинаково католиками и православными[6][7]. 28 января 1753 года папа Бенедикт XIV издал декрет о коронации иконы. Для иконы были присланы две золотые короны с изумрудами. Церемонию коронации проводил киевский епископ Каетан Солтык. Однако в 1831 году короны были похищены неизвестными. На средства местной шляхты были изготовлены дубликаты, которые, однако, постигла та же судьба. Тогда кармелиты добились повторной коронации иконы. В 1844 году папа Пий IX направил для Бердичевской Божьей Матери короны с бриллиантами и золотые ризы. Третья коронация чудотворной иконы состоялась в 1856 году. Икона Матери Божьей Бердичевской была украшена золотом и серебром и вышитыми окладами. В 1990 году краковская художница-реставратор Божена Муси-Совинськая написала копию иконы Матери Божьей Бердичевской. 9 июня 1997 года папа Иоанн Павел II благословил и освятил ее в костеле святой Ядвиги в Кракове. 19 июля 1998 года копия иконы была коронована. Церемонию провел епископ Киево-Житомирской диецезии Ян Пурвинский.

- Гошевская чудотворная икона Божией Матери — чудотворная икона Божьей Матери. Копия Чудотворной Иконы Ченстоховской Божьей Матери. Одигитрия. В 2009 г. Папа Римский Бенедикт XVI благословил и освятил золотые короны для Гошевской чудотворной иконы. Коронована 28 августа 2009 года. Почитается греко-католической и римско-католической церковью. Копия хранится в Гошевском монастыре[8].

- Икона Божьей Зарваницкой Матери — чудотворная икона, одигитрия. Поясной образ Богородицы, которая держит на левой руке маленького Иисуса; распростертые правицы обеих фигур подняты для приветствия и благословения; взгляд Божьей Матери спокойный, сосредоточенный. Святыня Зарванице датируется серединой XVII века. Стараниями греко-католического священника, священника в Зарванице отца Порфирия Мандычевского (посла в сейм[9]) в 1867 году состоялась торжественная коронация иконы. Папа Римский Пий IX дал ей паломническое значение. 1921 года художник Петр Холодный реставрировал ее и изготовил копию. После Второй мировой войны местные жители П. Деркач и Ю. Монастырская спрятали икону и в 1988 году передали ее в Зарваницкий храма Пресвятой Троицы. С тех пор в Зарванице происходят многолюдные паломничества[10].

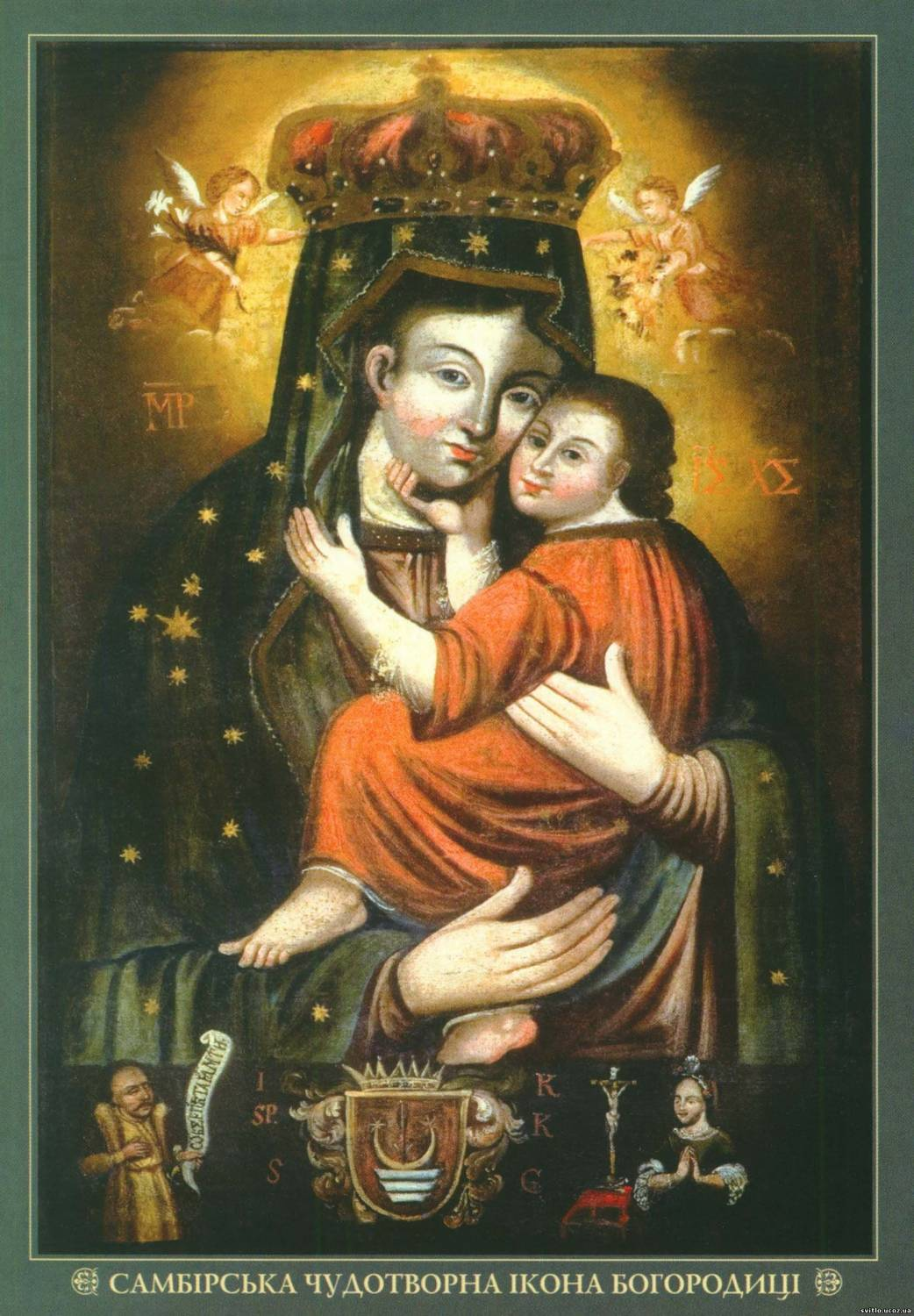
Самборская Богородица
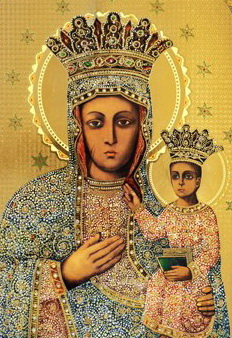
Гошевская Богородица

## Коронованные иконы Богородицы в мире
- Будславская Икона Божией Матери — один из наиболее почитаемых католиками Беларуси образов Богородицы. Находится в церкви Вознесения Пресвятой Девы Марии в деревне Будслав Мядельского р-на Минской обл. Коронована в 1998.  Согласно церковной истории, этот образ был подарен в 1598 году папой римским Климентом VIII минскому воеводе Яну Пацу по случаю его перехода из кальвинизма в католичество. После смерти Паца образ перешёл капеллану Исаку Солакаю, который в 1613 году подарил его Будславскому монастырю бернардинцев. Образ прославился чудесами излечения, которые были описаны настоятелем Элевтерием Зелеевичем в книге «Зодиак на земле» (1650).  В годы войны России с Речью Посполитой 1654—1667 гг. образ был вывезен в местечко Сокулка под Белосток. Бернардинцы литовской провинции всячески пропагандировали культ иконы, а с начала XIX века печатали его на гравюре. После ликвидации монастыря в 1859 году популярность иконы уменьшается. И лишь с начала 1990-х годов возрождается её культ, организуются паломничества, приуроченные ко 2 июля — дню коронации иконы.
- Ченстоховская икона Божьей Матери или Белзская икона Божией Матери — чудотворная икона Богородицы, одигитрия, написанная, по преданию, евангелистом Лукой в Иерусалиме на крышке стола Святого семейства, в Сионской горнице. По преданию, ее прятали в царских палатах в Царьграде, и оттуда князь Лев Данилович (†1301) привез ее на Русь и поместил в церкви, на Княжеском дворе в Белзе. 1382 года князь Владислав Опольский, правитель Руси (1372—1378, 1385—1387), основал монастырь паулинов на Ясной Горе в Ченстохове и перенес туда Белзскую Богородицу. По поручению Папы Климента XI (1700—1721) холмский епископ Христофор Шембек (1713—1719) короновал Ченстоховскую Богородицу. Одна из наиболее известных и почитаемых святынь Польши и Центральной Европы. Почитается одинаково католиками и православными. Из-за темного оттенка лица также известна как «Черная Мадонна».
- Трокская икона Божьей Матери — вторая коронованная икона в Речи Посполитой, находится в городе Тракай, ныне Литва.
- Коденская икона Божией Матери — третья коронованная икона в Речи Посполитой, находится в городе Кодень, Польша, на границе с Белоруссией.
- Сокальская икона Божией Матери — четвёртая коронованная икона в Речи Посполитой. По легенде, первоначальный образ был создан чудесным образом и был нерукотворным. Сгорела при пожаре в XIX веке, в настоящее время почитаем список иконы созданный в то же время. Находится в городе Грубешов, Польша, на границе с Украиной.
- Матерь Божья Фатимская (порт. Nossa Senhora de Fátima, от города Фатима, Португалия) — образ Богородицы, известная как Дева Мария Вервицы Фатимской (Nossa Senhora do Rosário de Fátima). 1917 года она шесть раз появлялась в Фатиме трем пастушкам — Лусия Сантуш (Lúcia Santos), Жасинта Марту (Jacinta Marto) и Франсишку Марту (Francisco Marto). Во время последнего откровения Богородица сказала: «Я — Мать Вервицы» (или «Госпожа Вервицы»). Именно на основе их рассказов был воссоздан образ Божией Матери. Дева Мария появлялась над небольшим дубом, стоя на светло-серой тучке. Именно так ее часто и изображают. В 1930 году Католическая Церковь официально признала эти события, как чудо и откровение, которое не противоречит доктрине.

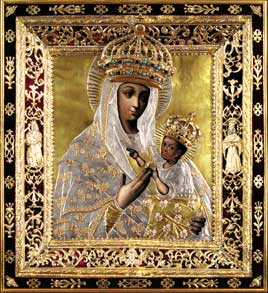
Будславская Икона Божией Матери
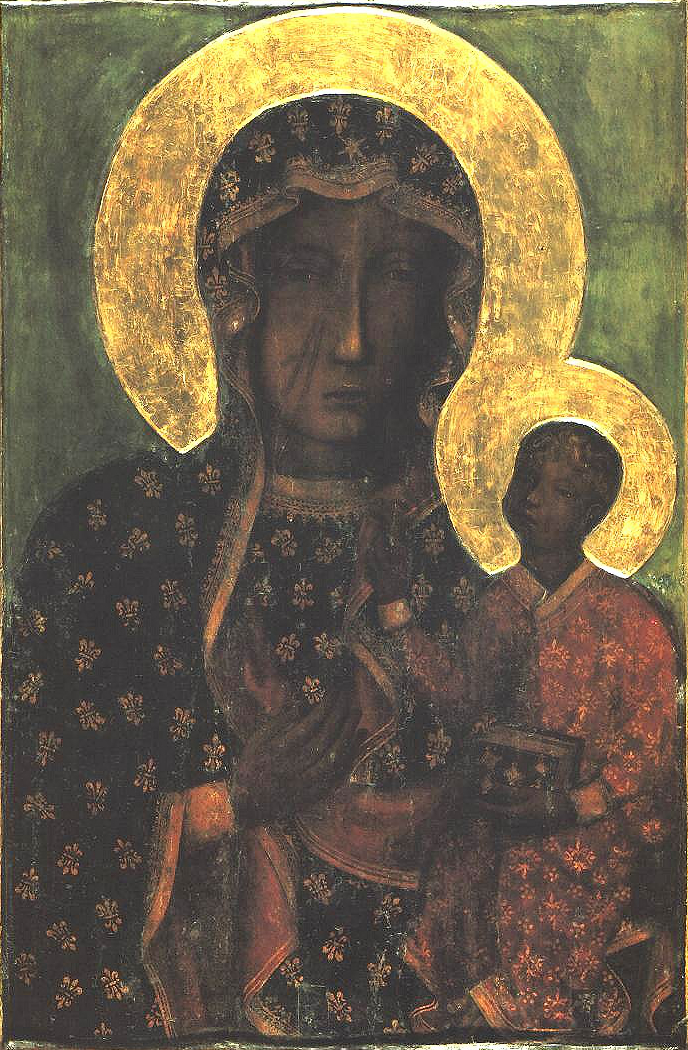
Ченстоховская (Белзская) икона Божией Матери
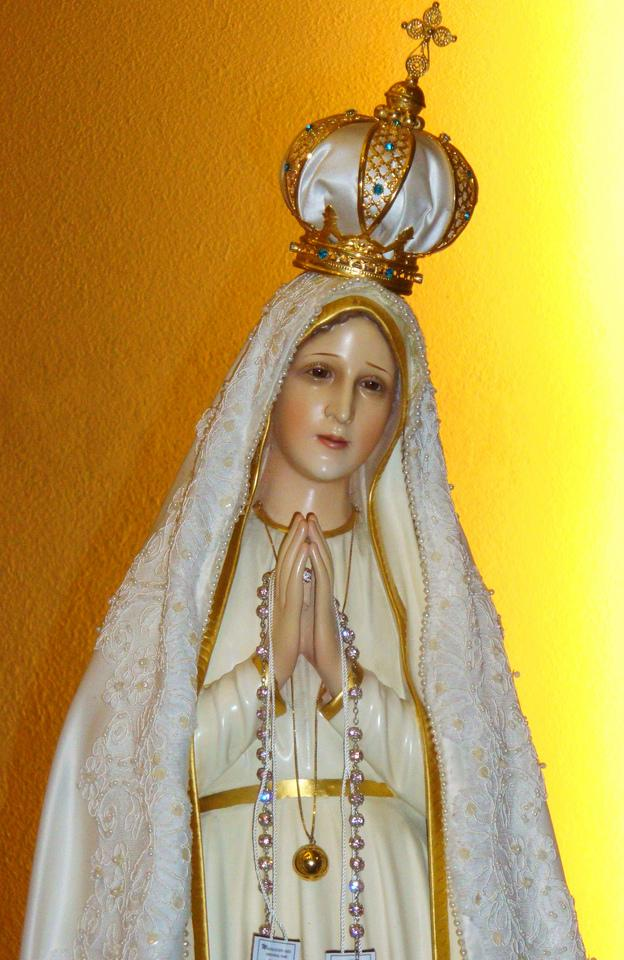
Богородица Фатимская